# Furiani
Furiani (en cors Furiani) és un municipi francès, situat a la regió de Còrsega, al departament d'Alta Còrsega. L'any 2006 tenia 4.829 habitants.

## Demografia
| 1962 | 1968 | 1975 | 1982  | 1990  | 1999  | 2006  |
| ---- | ---- | ---- | ----- | ----- | ----- | ----- |
| 362  | 414  | 565  | 1.323 | 3.286 | 3.902 | 4.829 |

## Administració
| Període   | Identitat        | Partit | Qualitat |  |
| --------- | ---------------- | ------ | -------- |  |
| 2001-2008 | François Vendasi | PRG    |          |  |